# Carangide
Carangidele (Carangidae) sunt o familie de pești teleosteeni marini de larg, răspândiți în apele tropicale, subtropicale și temperate calde ale oceanelor Atlantic, Indian și Pacific, unele specii pătrund în apele salmastre și râurilor de coastă. Au un corp alungit, comprimat lateral, cu un peduncul caudal subțire. Corpul este acoperit cu solzi mici, subțiri, cicloizi. Linia laterală este completă, dreaptă în regiunea anterioară și posterioară, curbată în regiunea mijlocie și prevăzută cu plăci osoase (scutele), care prezintă țepi. Înotătoarea dorsală este continuă sau divizată într-o înotătoare anterioară scurtă, cu 4-8 spini și una posterioară lungă cu 1 spin și 17–44 raze moi. Înaintea înotătoarei anale sunt doi spini izolați liberi. Înotătoarele ventrale, așezate sub cele pectorale, sunt rudimentare sau lipsesc. Dinții sunt mici sau lipsesc. Fosilele au fost găsite din Eocen. Carangidele au o mare importanță economică. Familia cuprinde aproximativ 148 de specii și 32 genuri. 
Pe litoralului românesc al Mării Negre trăiesc 2 specii: stavridul negru (Trachurus trachurus) și stavridul mediteranean (Trachurus mediterraneus).

## Descriere
Carangidele cuprind pești de formă și mărimi diferite. Cele mai multe specii au o lungime totală sub 100 cm, dar unele cresc peste 250 cm. Forma corpului este extrem de variabilă.  Cele mai multe specii au corpul înalt, puțin alungit și comprimat lateral (ex. Selene). Unele specii sunt alungite și fusiforme (ex. Decapterus și Elagatis). Peduncul caudal este subțire, îngust, mai rar de o lățime medie, și prezintă, la unele specii, o carenă laterală moderată sau carene perechi bilaterale sau șanțuri ventrale și dorsale. Capul este moderat alungit și rotunjit sau scurt, înalt și foarte comprimat. Botul ascuțit sau obtuz. Falca inferioară proeminentă sau subîntinsă. Ochii mici sau mari, acoperiți cu o pleoape adipoase mai mult sau mai puțin dezvoltate. 
Dinții fălcilor sunt pluriseriați sau în benzi, mici sau minusculi, uneori cu un rând de canini mari recurbați. Dinții de pe bolta bucală (vomer, palatine) sau de pe limbă prezenți sau absenți, în funcție de specie sau de stadiul de dezvoltare. Fantele branhiale mari, membranele branhiostegale neunite și separate de istm. Raze branhiostegale 6-10 (de obicei 7). Numărul și lungimea branhiospinilor este variabilă în funcție de specie, numărul lor scade odată cu creșterea la unele specii. Oasele operculare, la adulți, sunt netede (dar armate cu trei sau mai mulți spini la alevini și juvenilii mici).
Înotătoarea dorsală este continuă sau mai adesea divizată într-o înotătoare anterioară scurtă, cu o înălțime moderată sau foarte mică, cu 4-8 spini (spinii sunt slab dezvoltați și puțin vizibili sau incluși la adulții unor specii și uneori nu sunt uniți printr-o membrană continuă) și una posterioară lungă și înaltă, cu 1 spin și 17–44 raze moi, cu lobul anterior scurt sau extrem de lung. Înotătoarele dorsale sunt separate la juvenilii mici. Înotătoarea anală este aproximativ egal de lungă cu înotătoarea dorsală posterioară și are 2 spini anteriori izolați mici (unul la Elagatis și Seriolina), separați de restul înotătoarei (la adulții unor specii sunt incluși în înotătoarea anală), urmați de 1 spin și 15-31 raze moi, cu lobul anterior de înălțime variabilă. Uneori în spatele înotătoarei dorsale și anale sunt până la nouă pinule izolate.  Pinulele sunt o serie de înotătoare mici, formate din câteva raze fiecare, separate una de alta și situate posterior de înotătoarea dorsală și anală. Înotătoarele pectorale cu 1 spin și aproximativ 14-24 raze moi, fie lungi și falciforme (în formă de seceră) sau scurte și ascuțite sau rotunjite. Înotătoarele pelviene, așezate sub cele pectorale (poziție pectorală), cu 1 spin și 5 raze moi, de la moderat lungi la unele specii până la rudimentare la altele sau lipsesc la Parastromateus niger și Parona signata. Înotătoarea caudală adânc bifurcată cu lobi egali la cele mai multe specii.
Majoritatea speciilor au solzi cicloizi (netezi la atingere) mici, subțiri, uneori greu de observat, și acoperă tot corpul (dar sunt absenți pe anumite zone ale corpului la unele specii) și se extind uneori pe înotătoare; solzii sunt de obicei absenți pe unele zone ale capului. La 2 specii solzii sunt ctenoizi (rugoși),  la Lichia solzii sunt puternic lanceolați sau aciculari (în formă de ac) pe torace. La multe specii în lungul liniei laterale (mai ales în regiunea posterioară și pe peduncul caudal) se află plăci osoase proeminente numite scutele (solzi mai mari, groși și adesea ascuțiți). Scutelele sunt reduse la unele specii și absente la unele genuri. Linia laterală este completă, mai mult sau mai puțin curbată în sus în regiunea anterioară și dreaptă în regiunea posterioară și se extinde pe înotătoarea caudală.
Vertebre 24-27 (10 sau 11 + 14-17), de obicei 24 (10+14). Hiperostoza (unele coaste sunt mai dezvoltate de 2-5 ori față de diametrul altora) prezentă sau absentă. Vezica înotătoare este mare și se poate deschide într-una din camerele branhiale.

## Colorație
Spatele este mai închis (verde sau albastru-negricios) iar abdomenul și flancurile mai deschise (argintii-albe sau galben-aurii); unele specii sunt aproape în întregime argintii în stare vie, altele cu dungi sau benzi întunecate sau colorate pe cap, corp sau pe înotătoare; Unele specii pot să-și schimbe culoarea. Juniorii mai multor specii au benzi transversale sau pete. Peștele pilot (Naucrates ductor) este viu colorat,  cu corpul argintiu cu reflexii albăstrui, și 6-7 dungi verticale negre.

## Distribuție geografică și habitat
Majoritatea carangidelor sunt pești marini pelagici de larg, răspândiți în apele tropicale, subtropicale și temperate calde, adesea departe de țărm, din oceanele Atlantic, Indian și Pacific,  unele specii ca Elagatis și Naucrates sunt găsite de obicei aproape de suprafață, iar altele (în special juvenilii) au o distribuție continentală și trăiesc mai ales în lacurile cu ape salmastre, râuri de coastă și estuare. Se  întâlnesc la adâncimi de la 1 m la peste 200 m.
Carangidele se întâlnesc în habitate asociate cu diverși corali și recife stâncoase care variază de la fundul apelor (acoperite cu nisip, pietriș, nămol, bancuri cu alge și ierburi marine, blocuri de roci stâncoase și pe cursuri vechi de lavă) până la straturile de apă din apropierea țărmului și din largul oceanului.
Majoritatea speciilor sunt gregare și formează bancuri mari sau grupe mici, iar unele (Alectis) sunt pești solitari, trăind singuri sau în perechi.

## Hrana

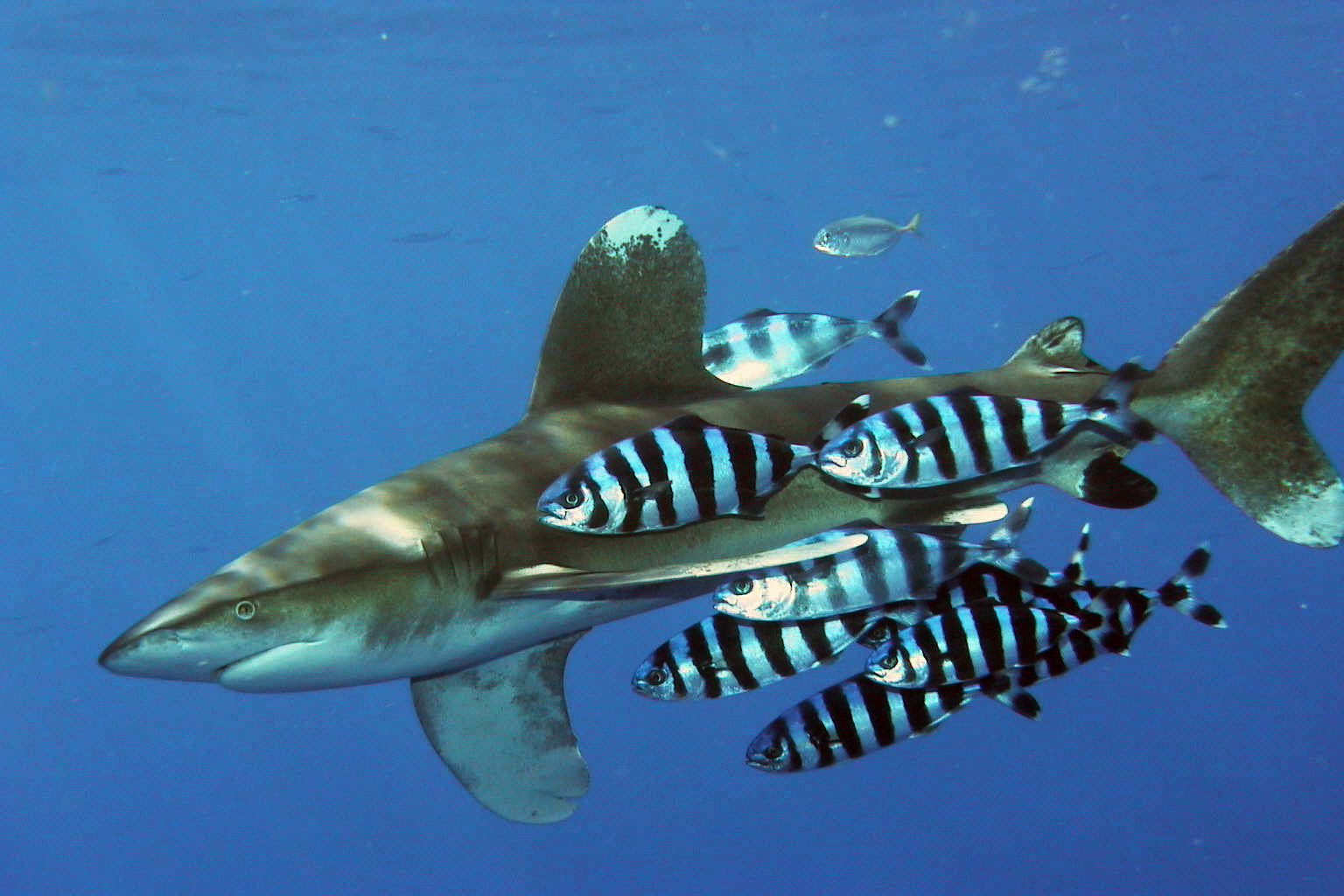
Peştii pilot (Naucrates ductor) care însoțesc rechinul cu înotătoare albe (Carcharhinus longimanus)

Majoritatea carangidelor sunt pești răpitori iuți care se hrănesc cu pești mai mici, crustacee și cefalopode. Unele specii se hrănesc exclusiv în zonele pelagice, în timp ce cele mai multe se hrănesc cu pradă bentonică sau epibentonică. Speciile din genul Decapterus filtrează zooplanctonul din stratul de apă. Juvenilii din genul Scomberoides se hrănesc cu solzii și țesuturile epidermice ale peștilor de coastă (de ex. Mugilidae). Peștele pilot (Naucrates ductor) însoțește rechini și se hrănește cu resturile prăzii acestui animal prădător. Acest pește, precum și alte specii din aceasta familie, înoată alături de batoide căutând prada deranjată de mișcările lor. 
Carangidele, în special juvenili și speciile mai mici, sunt mâncate de pești mai mari și pot cădea pradă delfinilor sau altor odontocete mici (cetacee cu dinți).

## Reproducere
Icrele și alevinii sunt pelagice. La unele specii de carangide au fost observate aglomerări în perioada de reproducere, iar această trăsătură este probabil valabilă pentru întreaga familie.

## Importanța economică
Carangidele sunt pești marini cu o mare importanță economică, fiind una dintre cele mai importante familii de pești comerciali. Majoritatea sunt pești comestibili de bună calitate și sunt pescuiți comercial și sportiv. Speciile mai mari: Trachinotus, Seriola și Caranx sunt foarte apreciate în pescuitul sportiv. Pentru 1995, FAO (Food and Agriculture Organization of the United Nations) a raportat o captură totală de aproximativ 959 300 t de carangide în regiunea centrală din vestul oceanului Pacific.

## Sistematica
Familia cuprinde aproximativ 148 de specii și 32 genuri. Patru subfamilii sunt recunoscute provizoriu ca urmare a unui studiu amplu făcut în 1984 de W. F. Smith-Vaniz (care le-a catalogat ca triburi). 
1. Trachinotinae - 2 genuri cu 21 de specii, Lichia și Trachinotus.
2. Scomberoidinae - 3 genuri cu 10 specii, Oligoplites, Parona și Scomberoides.
3. Naucratinae - 5 genuri cu 13 specii, Campogramma, Elagatis, Naucrates, Seriola și Seriolina.
4. Caranginae - singura subfamilie cu scutelele; 22 genuri cu aproximativ 96 de specii (Alectis, Atropus, Carangoides, Caranx, Chloroscombrus, Decapterus, Gnathanodon, Hemicaranx, Megalaspis, Parastromateus, Pseudocaranx, Selar, Selene, Trachurus, Uraspis etc).

## Fosile
Fosilele datează din eocenul inferior. 

## Specii din România
Pe litoralului românesc al Mării Negre trăiește un singur gen și 2 specii: 
1. Trachurus trachurus (Linnaeus, 1758), sin. Trachurus trachurus trachurus (Linnaeus, 1758) = Stavrid negru, stavrid de Atlantic, stavrid.
2. Trachurus mediterraneus (Steindachner, 1868), subspecia Trachurus mediterraneus ponticus (Aleev, 1956), Trachurus trachurus lacerta  (Slastenenko, 1965) = Stavrid mediteranean, stavrid mare, stavrid.